# 語文教育學院
語文教育學院（英語：Institute of Language in Education），簡稱語教院(ILE)，是一所曾經在香港提供在職語文教師專業培訓的院校，成立於1982年。

## 歷史
語文教育學院的前身是1951年創立的官立文商專科學校（1975年更名為官立中文夜學院）。有鑑於1970年代尾香港在職語文教師語文能力參差，教育署在1982年成立了語文教育學院，為現職中、英語教師提供複修課程。而為提升此項政策的重要性，此學院院長由教育署助理署長出任，較另外四所教育學院高一級。
成立的首八個月，學院辦事處附設於銅鑼灣利園山教育署辦事處內；同年9月，學院正式遷入九龍旺角柏裕商業中心21樓（家樂商場頂樓）。
學院成立後，隨即為香港中小學課程編訂第一本《常用字字形表》，為相關教科書的字形定下標準。其後，語文教育學院，以及後來的香港教育學院，亦有繼續更新此字形表。
由於學院是專為在職教師培訓而設，加上位於商業區（甚至有人將學院誤認為一般補習中心），因此學生基本上談不上校園生活。此外，當時部分在辦公室政治中被排擠的學校教師，會被上司送入語文教育學院複修，以排斥他們於原先任職的學校之外，是當時香港教育體制內事實存在的「解僱部門」。
因為校舍環境欠佳，學院原擬於1986年遷入位於華富邨的佛教中華學校舊址，但最後改為於1989年遷入香港島上環余道生紀念中學舊址（現為中西區聖安多尼學校），原訂新校則改為東華三院徐展堂學校。
語文教育學院於1994年9月1日起，被合併為香港教育學院的一部份（現已正名為香港教育大學）。初期，本校仍為教育學院的校舍之一，直到1997年10月教院永久校舍啟用後遷出。現在，語文教育學院已經改組為香港教育大學的一個學院。

## 歷任院長
如無特別指明，下述任期年份均由2月1日開始，1月31日結束。

### 教育署助理署長（語文教育學院）
- 霍小通（1982-1983 第一任）[2]（後於1989年出任港九潮州公會馬松深中學創校校長）
- 白敬禮教授（Prof.Verner Bickley）（1983-1991 第二任）[4]
- 簡閎達博士（Dr.John Clark）（1991-1994年8月31日 第三任）

### 香港教育學院般含分校院長
- 簡閎達博士（1994年9月1日-1995年內）
- 顏偉能博士（Dr.Vernon Anley）（1995年內-1995年8月31日（署任））
- 謝曾淑貞（1995年9月1日-1996年8月31日 第四任，末任院長）

### 香港教育學院般含分校課程組別統籌主任
- 謝曾淑貞（1996年9月1日-1997年10月）

## 著名校友
官立文商專科學校舊生
- 廖翔顯 ：羅湖港人子弟學校校長、前柴灣角天主教小學校長（1968年畢業）[5]
- 劉筱基：前聖公會奉基小學及聖公會聖紀文小學校長（1968年畢業）[5]
- 梁柏濤：香港著名音樂經理人、資深傳媒人、《騎師日報》創辦人兼馬評家（1968年畢業）[5]
- 伍雪葵：前香港田徑運動員（1968年畢業）[5]
- 馬敬堯：前葛量洪校友黃埔學校校長[5]
- 鄒沛芳：前馬頭涌官立小學校長[5]
- 劉錫壎：前大埔官立小學校長[5]
- 盧鋼鍇：前天主教博智小學校長及前福德學校校監[5]
- 司徒華：已故香港政治人物[6]
- 鍾沛林：前香港立法局議員[7]
- 袁報華：前東華三院鄧肇堅小學校長[7]
- 簡伯康：嗇色園主辦可信學校校長[8]
- 余堯楨：坪洲志仁學校校長[8]
- 陳滌恥：前路德會沙崙學校校長[9]